# Ozarba malgassica
Ozarba malgassica är en fjärilsart som beskrevs av Emilio Berio 1940. Ozarba malgassica ingår i släktet Ozarba och familjen nattflyn. Inga underarter finns listade i Catalogue of Life.